# Cryptocellus pseudocellatus
Espèce
Cryptocellus pseudocellatus est une espèce de ricinules de la famille des Ricinoididae.

## Distribution
Cette espèce est endémique de la région de Cajamarca au Pérou. Elle se rencontre vers Santa Rosa.

## Description
La femelle décrite par Platnick et Shadab en 1977 mesure 5,87 mm.

## Publication originale
- Roewer, 1952 : Neotropische Arachnida Arthrogastra, zumeist aus Peru. Senckenbergiana, vol. 33, p. 37-58.